# 리야드
리야드(아랍어: الرياض 알리야드[*])는 사우디아라비아의 수도이다. 또한 리야드는 사우디아라비아에서 최대 도시이며, 리야드의 인구는 2016년 기준으로 6,506,700 명으로, 아랍권에서 사람이 가장 많이 살고 있는 도시 가운데 한 곳이다. 그리고 아라비아반도 중앙부 나지드 고원 지대의 동쪽에 위치해 있으며 해발 약 600미터, 면적은 1,913 km2로 아랍권에서 가장 큰 도시 가운데 한 곳이다.
리야드는 사우디아라비아의 정치와 행정, 경제의 중심지다. 15개의 구로 이루어져 있으며 리야드의 시장과 리야드주의 주지사가 관리한다.

## 역사
이슬람교가 들어오기 전에 오늘날의 리야드 지역은 하지르(حجر)라고 불렸으며 바누 하니파 부족이 세웠다고 전해진다. 하지르는 알야마마 지방의 수도였으며, 알야마마의 지방관은 우마이야 왕조와 아바스 왕조 시기에 아라비아반도의 동부와 중부 대부분을 다스렸다. 866년에 바누 우하이디르 왕조가 아바스 왕조로부터 하지르를 빼앗고 수도를 하지르에서 근처의 알하르지로 옮겼으며 하지르는 침체기를 겪었다. 14세기에 이븐 바투타가 하지르를 방문해 "알야마마의 주요 마을이며 이름은 하지르다"라고 기록을 남겼고, 운하와 나무가 많이 있으며 대부분의 사람들은 바니 하니파 부족이라고 설명했다. 이븐 바투타는 또한 이들의 지도자와 함께 하즈를 하고자 메카로 갔다고 기록했다.
이후 하지르는 여러 마을로 쪼개졌지만 하지르라는 이름은 민담으로 계속 이어져 내려왔다. '리야드'라는 이름은 1590년에 처음으로 나온다. 1737년에 부근의 만푸하에서 피난을 온 데함 이븐 다와스가 리야드를 다스리기 시작했고, 이븐 다와스는 마을에 있는 오아시스들을 둘러싸는 단일 성벽을 쌓아 하나의 도시로 만들었다. '정원'이라는 뜻을 가진 리야드는 초창기의 오아시스를 일컫는 말이다.
1744년에 무함마드 이븐 압둘 알와하브가 디리야의 지도자 무함마드 빈 사우드와 연대해 단일 이슬람 국가를 건설하고자 주변 지역들을 정복해 나갔다. 리야드의 이븐 다와스는 알하르즈와 알하사의 병력, 그리고 나지란의 바누 얌 부족과 연대해 저항했지만 1774년에 이븐 다와스가 패퇴하고 리야드가 항복하자 사우드 가문은 사우드 제1왕국의 건국을 선포하고 디리야를 수도로 삼았다.
이후 오스만 제국의 무함마드 알리가 사우드 제1왕국을 무너뜨리고 1818년에 디리야를 파괴했다. 투르키 빈 압둘라 빈 무함마드는 사우디 제2왕국을 건국하고 초대 아미르의 자리에 올라 1834년까지 사우디 제2왕국을 다스렸다. 비록 개념상 사우디 제2왕국의 영토 대부분은 오스만 제국의 이집트 총독인 무함마드 알리의 지배 아래에 있었으나 투르키 빈 압둘라 빈 무함마드는 영토 일대를 통합했다. 1823년에 투르키 빈 압둘라 빈 무함마드는 리야드를 새 수도로 삼았다. 1834년에 투르키 빈 압둘라 빈 무함마드가 암살당하자 그의 큰아들인 파이살이 암살자를 죽이고 권력을 잡았으며 이집트 총독의 통치를 받기를 거부했다. 이후 파이살은 카이로에 포로로 잡혀갔지만 이집트가 오스만 제국에서 독립한 틈을 타 5년 만에 사우디 제2왕국으로 돌아왔고, 1865년까지 다스리면서 사우드 가문의 통치를 굳혔다.
파이살이 죽은 뒤 아들들 사이에서 권력 다툼이 일어났고, 무함마드 빈 라시드가 사우디 제2왕국의 대부분을 차지하고 오스만 제국과 협정을 맺었으며 1871년에 알하사를 점령했다. 1889년에 파이살의 셋째 아들인 압둘 라흐만 빈 파이살이 권력을 잡고 1891년까지 다스렸으나 무함마드 빈 라시드가 권력을 되찾았다. 권력 다툼이 계속 이어지다 1891년에 라시드 왕조가 사우디 제2왕국을 무너뜨렸다. 마스막 요새는 이 시기에 지어졌다.
압둘 라흐만 빈 파이살은 유민들을 모아 오늘날의 쿠웨이트 지방으로 갔고, 그의 아들 압둘아지즈 알사우드가 1902년에 옛 지역을 탈환하고 그 이후에 아라비아반도의 대부분을 차지했다. 1932년 9월에 압둘아지즈 알사우드는 나라 이름을 사우디아라비아라고 하고 리야드를 수도로 삼았다.
리야드는 1940년대부터 발전하기 시작했고, 사우드 빈 압둘아지즈 알사우드는 리야드를 현대화시키고자 했다. 1953년에는 격자형 도시 구조가 도입됐다. 1974년부터 1992년까지 리야드의 연평균 인구 성장률은 8.2%를 기록했다. 1957년에는 리야드 대학교가 세워졌고, 1970년에는 오늘날 세계에서 가장 큰 여자대학인 리야드 여자 대학교가 세워졌다. 리야드는 2019년 국제금융센터지수 순위에서 96위를 기록했다.
2017년에 리야드는 예멘으로부터 미사일 공격을 받기 시작했다. 2018년 3월에 후티가 쏜 미사일이 리야드에 떨어져 한 명이 죽었다. 2018년 4월에는 리야드에서 강한 총성이 들려 쿠데타 시도가 있었다는 의혹을 낳았다.

## 인구
| 연도              | 인구      | ±%      |
| ----------------- | --------- | ------- |
| 1918              | 18,000    | —       |
| 1924              | 30,000    | +66.7%  |
| 1944              | 50,000    | +66.7%  |
| 1952              | 80,000    | +60.0%  |
| 1960              | 150,000   | +87.5%  |
| 1972              | 500,000   | +233.3% |
| 1978              | 760,000   | +52.0%  |
| 1987              | 1,389,000 | +82.8%  |
| 1992              | 2,776,000 | +99.9%  |
| 1997              | 3,100,000 | +11.7%  |
| 2009              | 4,873,723 | +57.2%  |
| 2013              | 5,899,528 | +21.0%  |
| 2016              | 6,506,700 | +10.3%  |
| 2017              | 7,676,654 | +18.0%  |
| 출처: Census data |           |         |

## 기후
리야드의 기후는 온난 사막 기후다. 여름은 매우 길고 더우며, 8월 평균 기온은 43.6 °C다. 강수량은 매우 적지만 3월과 4월에 어느 정도의 비가 내린다. 모래폭풍이 부는 동안에는 가시거리가 10m 아래로 떨어지기도 한다. 2015년 4월 1일과 2일에는 강력한 모래폭풍이 리야드를 덮쳐 항공편이 취소되고 학교에서는 휴교령을 내리기도 했다.
| 리야드 (1991년~2020년)의 기후            | 리야드 (1991년~2020년)의 기후 | 리야드 (1991년~2020년)의 기후 | 리야드 (1991년~2020년)의 기후 | 리야드 (1991년~2020년)의 기후 | 리야드 (1991년~2020년)의 기후 | 리야드 (1991년~2020년)의 기후 | 리야드 (1991년~2020년)의 기후 | 리야드 (1991년~2020년)의 기후 | 리야드 (1991년~2020년)의 기후 | 리야드 (1991년~2020년)의 기후 | 리야드 (1991년~2020년)의 기후 | 리야드 (1991년~2020년)의 기후 | 리야드 (1991년~2020년)의 기후 |
| 월                                       | 1월                           | 2월                           | 3월                           | 4월                           | 5월                           | 6월                           | 7월                           | 8월                           | 9월                           | 10월                          | 11월                          | 12월                          | 연간                          |
| ---------------------------------------- | ----------------------------- | ----------------------------- | ----------------------------- | ----------------------------- | ----------------------------- | ----------------------------- | ----------------------------- | ----------------------------- | ----------------------------- | ----------------------------- | ----------------------------- | ----------------------------- | ----------------------------- |
| 역대 최고 기온 °C (°F)                   | 31.5 (88.7)                   | 34.8 (94.6)                   | 38.0 (100.4)                  | 42.0 (107.6)                  | 45.1 (113.2)                  | 47.2 (117.0)                  | 48.1 (118.6)                  | 47.8 (118.0)                  | 45.0 (113.0)                  | 41.0 (105.8)                  | 38.0 (100.4)                  | 31.0 (87.8)                   | 48.1 (118.6)                  |
| 일평균 최고 기온 °C (°F)                 | 20.1 (68.2)                   | 23.6 (74.5)                   | 27.8 (82.0)                   | 33.6 (92.5)                   | 39.4 (102.9)                  | 42.7 (108.9)                  | 43.4 (110.1)                  | 43.6 (110.5)                  | 40.4 (104.7)                  | 35.2 (95.4)                   | 27.5 (81.5)                   | 22.2 (72.0)                   | 33.3 (91.9)                   |
| 일일 평균 기온 °C (°F)                   | 14.6 (58.3)                   | 17.5 (63.5)                   | 21.5 (70.7)                   | 27.2 (81.0)                   | 33.0 (91.4)                   | 36.0 (96.8)                   | 36.8 (98.2)                   | 36.9 (98.4)                   | 33.7 (92.7)                   | 28.5 (83.3)                   | 21.4 (70.5)                   | 16.4 (61.5)                   | 26.9 (80.4)                   |
| 일평균 최저 기온 °C (°F)                 | 9.2 (48.6)                    | 11.5 (52.7)                   | 15.2 (59.4)                   | 20.7 (69.3)                   | 26.1 (79.0)                   | 28.4 (83.1)                   | 29.4 (84.9)                   | 29.5 (85.1)                   | 26.2 (79.2)                   | 21.3 (70.3)                   | 15.5 (59.9)                   | 10.8 (51.4)                   | 20.3 (68.5)                   |
| 역대 최저 기온 °C (°F)                   | −2.3 (27.9)                   | −0.3 (31.5)                   | 4.5 (40.1)                    | 11.0 (51.8)                   | 18.0 (64.4)                   | 21.1 (70.0)                   | 23.6 (74.5)                   | 22.7 (72.9)                   | 16.1 (61.0)                   | 14.0 (57.2)                   | 7.0 (44.6)                    | 1.4 (34.5)                    | −2.3 (27.9)                   |
| 평균 강수량 mm (인치)                    | 15.4 (0.61)                   | 6.1 (0.24)                    | 21.1 (0.83)                   | 24.3 (0.96)                   | 5.4 (0.21)                    | 0.0 (0.0)                     | 0.0 (0.0)                     | 0.5 (0.02)                    | 0.0 (0.0)                     | 1.0 (0.04)                    | 11.4 (0.45)                   | 14.7 (0.58)                   | 99.9 (3.93)                   |
| 평균 강수일수 (≥ 1 mm)                   | 2.1                           | 1.0                           | 2.7                           | 3.4                           | 0.8                           | 0.0                           | 0.0                           | 0.1                           | 0.0                           | 0.3                           | 1.7                           | 1.9                           | 13.9                          |
| 평균 상대 습도 (%)                       | 47                            | 36                            | 32                            | 28                            | 17                            | 11                            | 10                            | 12                            | 14                            | 20                            | 36                            | 45                            | 26                            |
| 평균 월간 일조시간                       | 212.4                         | 226.6                         | 219.8                         | 242.3                         | 287.7                         | 328.2                         | 332.1                         | 309.2                         | 271.6                         | 311.4                         | 269.2                         | 214.3                         | 3,224.8                       |
| 가능 일조율                              | 63                            | 71                            | 59                            | 63                            | 70                            | 80                            | 80                            | 77                            | 74                            | 87                            | 82                            | 65                            | 72                            |
| 출처: 미국 해양대기청, 지다 지역기후센터 |                               |                               |                               |                               |                               |                               |                               |                               |                               |                               |                               |                               |                               |

## 스포츠
사우디아라비아에서는 축구가 가장 인기 있는 운동이다. 리야드를 연고로 하는 사우디 프로리그 클럽으로는 1947년에 세워진 알샤바브와 1955년에 세워진 알나스르, 1954년에 세워진 알리야드, 1957년에 세워진 알힐랄 등이 있다.
리야드에 있는 킹 파흐드 국제경기장은 7만 명을 수용할 수 있다. 1992년과 1995년, 1997년에 FIFA 컨페더레이션스컵을 개최했으며 1989년에는 FIFA U-20 월드컵을 열었다. 2019년 10월 11일에는 외국 가수 단독 공연으로는 처음으로 방탄소년단의 BTS WORLD TOUR 'LOVE YOURSELF' 공연이 킹 파흐드 국제경기장에서 열려 6만 명 이상이 참석했다. 축구 경기장으로 쓰이는 프린스 파이살 빈 파흐드 경기장은 22,500명을 수용할 수 있다.
리야드에 있는 GPYW 실내 경기장은 1997년에 FIBA 아시아 선수권 대회를 개최했다.

## 교통
킹 칼리드 국제공항은 리야드의 북쪽 35km 지점에 있으며 매년 1,700만 명의 승객이 찾는다.
리야드에는 현대식 고속도로가 있으며 동서와 남북을 잇는 도로가 있다. 후푸프와 하라드를 거쳐 담맘으로 가는 철로가 있으며 지하철로는 리야드 메트로가 있다.

## 자매 결연 도시
- 안티오키아 주 메데인
- 경기도 하남시
- 이스탄불주 이스탄불